# Vincetoxicum virgatum
Vincetoxicum virgatum là một loài thực vật có hoa trong họ La bố ma. Loài này được (Poir.) Kuntze miêu tả khoa học đầu tiên năm 1891.